# قرار مجلس الأمن التابع للأمم المتحدة رقم 491
قرار مجلس الأمن التابع للأمم المتحدة رقم 491، الذي اعتمد بالإجماع في 23 سبتمبر 1981، بعد النظر في طلب بليز للانضمام إلى عضوية الأمم المتحدة، أوصى المجلس الجمعية العامة بقبول بليز.